# Sala Fidel Aguilar
La Sala Fidel Aguilar és un edifici del municipi de Girona que forma part de l'Inventari del Patrimoni Arquitectònic de Catalunya.

## Descripció
El conjunt s'estructura a partir d'un eix central per on s'accedeix a l'interior. Des del vestíbul s'accedeix a dues sales laterals. Edifici d'una sola nau, crugia perpendicular al riu. La coberta és plana a la catalana. Les façanes són arrebossades amb nombroses elements ornamentals de pedra de Girona, bàsicament la porta d'accés, les finestres i el basament general.

## Història
L'edifici fou projectat originàriament com a Biblioteca Municipal i com a tal funcionà durant bastants anys. Després de la postguerra s'utilitzà com a espai expositiu amb dues sales: la Vinardell i Roig i la Didel Aquilar. L'Assemblea Democràtica d'Artistes de Girona hi realitzà diferents mostres d'art contemporani, com L'altra Girona, del 15 de març al 10 d'abril de 1975. A principis del segle XXI es va remodelar per donar-hi cabuda a l'oficina de turisme.